# Tour CBX
A Tour CBX felhőkarcoló a párizsi La Défense negyedben, Courbevoie-ban.
Az eredeti felhőkarcoló 2005-ben épült és 142 méter magas volt.
A CBX-torony egyike azon kevés La Défense-tornyoknak, amelyek teteje nem vízszintes, hanem lejtős. Az egyik homlokzat egyenes, a másik ívelt.
2007-ben a Dexia létrehozta központját a Toronyban.
2013 júliusában a „DEXIA” betűket eltávolították az ívelt homlokzat tetejéről, amelyet most a Tour D2 tartalmaz.